# Provincia de Zelanda
Zelanda (en neerlandés, Zeeland, «tierra del mar» —haciendo alusión a su condición insular—; en zelandés, Zeêland) es una de las doce provincias que conforman el Reino de los Países Bajos. Al igual que las demás provincias, está gobernada por un comisionado o comisario designado por el monarca y una cámara legislativa elegida mediante sufragio universal.
La provincia está ubicada al suroeste del país. Ocupa las tierras del delta de los ríos Escalda y Mosa. La provincia comprende el Flandes zelandés, una franja de Flandes continental entre Escalda Occidental y Bélgica, más seis antiguas islas: Schouwen-Duiveland, Tholen, Noord-Beveland, Walcheren, Zuid-Beveland y Sint Philipsland, todas conectadas entre sí o con la provincia de Brabante Septentrional por puentes o diques.
Zelanda consta de 1783 km² de superficie (que es el 5,3 % del área total del país). En 2018, tenía 382 304 habitantes, lo que representaba aproximadamente el 2.2 % de la población nacional. Aunque Middelburg es la capital de la provincia, Terneuzen es la ciudad más poblada (54 589 en 2019).
El agua ha influido en la sociedad y la cultura de Zelanda, debido a inundaciones devastadoras en el pasado o iniciativas de ingeniería civil, como el Plan Delta.

## Historia
Nehalennia es una diosa de la antigua religión conocida alrededor de la provincia de Zelanda. Su culto se remonta al menos al siglo II a. C., y floreció en los siglos segundo y tercero d. C. Era posiblemente una diosa regional, ya sea celta o pregermánica. Las fuentes difieren sobre las culturas que la adoraron primero. Durante la época romana, su función principal parecía ser la protección de los viajeros, especialmente de viajeros de navegación marítima que cruzaban el mar del Norte. La mayor parte de lo que se sabe acerca de ella proviene de los restos de más de 160 ofrendas de piedra tallada (votivas) que se han ido sacando del fondo del Escalda Oriental. También dos piedras de ofrenda a Nehalennia más se han hallado en Colonia, Alemania.

### Edad Media
Zelanda era una zona en disputa entre los condes de Holanda y Flandes hasta 1299 en que murió el último conde de Holanda. Luego, los condes de Henao se hicieron con el dominio del condado de Zelanda.

#### Países Bajos Borgoñones
Los Países Bajos Borgoñones son las provincias de los Países Bajos adquiridas por los duques de Borgoña (dinastía Valois) en los siglos XIV y XV. Fueron designados como « les pays de par-deçà » (las tierra de por aquí) —incluida Zelanda y los demás territorios holandeses— o incluso « pays bas » (países Bajos) para distinguirlos de « pays de par-delà » (las tierras de por allá), las posesiones más meridionales de Borgoña y Franco Condado.
Los duques de Borgoña unificaron estos territorios que habían formado principados separados y a veces hostiles. El primero de ellos, Felipe II el Audaz, recibió de su padre Juan II el Bueno el ducado de Borgoña. En 1369, Felipe casó con Margarita hija del conde de Flandes. Desde entonces, la política de los duques de Borgoña consistió en tratar de apoderarse de las regiones entre Borgoña y Flandes y convertirlas en un Estado entre Francia y el Sacro Imperio Romano Germánico. Procedieron por matrimonio, herencia o compra (Juan Sin Miedo y Felipe el Bueno) o conquista (Carlos el Temerario).
A través del matrimonio entre María de Borgoña —hija de Carlos el Temerario— y Maximiliano I de Habsburgo, las Diecisiete Provincias pasaron a ser propiedad de los Habsburgo en 1477.

### Edad Moderna
En la guerra de los Ochenta Años, Zelanda estaba en el lado de la Unión de Utrecht, y se convirtió en una de las Provincias Unidas. La zona que ahora se llama Flandes zelandés no era parte de Zelanda, sino una parte del condado de Flandes (todavía bajo el control de los Habsburgo) que fue conquistada por las Provincias Unidas, y así llamada Staats-Vlaanderen.

### Edad Contemporánea
Tras la batalla de los Países Bajos durante la Segunda Guerra Mundial, Zelanda fue ocupada por las fuerzas de la Alemania nazi entre junio de 1940 y noviembre de 1944. En 1944, Zelanda fue devastada por la batalla del estuario del Escalda entre los aliados y las fuerzas alemanas de ocupación.
La catastrófica inundación del mar del Norte de 1953, que mató a más de 1800 personas en Zelanda, llevó a la construcción de las obras de protección del Plan Delta.

## Política
A partir de la elección provincial de 2019, los partidos más grandes de los Estados de Zelanda son el CDA, SGP y el FVD, ambos con 17 de los 39 escaños, seguido por el VVD y el PvdA con 4 escaños respectivamente. Consiste Una coalición de CDA, SGP, VVD y PvdA. Han Polman, miembro del D66, es el Comisario del Rey de Zelanda desde 2013.

## Geografía
La provincia de Zelanda es un gran delta fluvial situado en la desembocadura de varios ríos importantes, Escalda, Mosa y Rin. La mayor parte de la provincia se encuentra por debajo del nivel del mar y su superficie ha sido recuperada de las aguas por parte de la población a través del tiempo. Lo que antes era un paisaje embarrado, con continuas inundaciones durante la marea alta y en baja marea, se convirtió en una serie de pequeñas colinas artificiales que se mantuvieron secas en todo momento. Los habitantes de la provincia conectaron las colinas mediante la creación de diques, lo que llevó a una cadena de tierra firme, que más tarde se convirtió en las islas más grandes y le dio a la provincia su forma actual. La forma de las islas ha cambiado con el tiempo por intervención humana y de la naturaleza.
La inundación del mar del Norte de 1953 inundó vastas extensiones de tierra, que fueron recuperadas posteriores sólo parcialmente. La posterior construcción del Delta cambió la cara de las provincias. Las presas, túneles y puentes que actualmente son una parte vital del sistema de carreteras de la provincia se construyeron en las décadas siguientes y vinieron a sustituir a las viejas líneas de ferry. El hito final de este proceso se produjo en 2003, cuando se abrió el túnel del Escalda Occidental. Fue la primera conexión sólida entre las dos orillas del Escalda Occidental y terminó la era de agua que separa las islas de Zelanda y penínsulas.
Zelanda consta de varias islas y penínsulas. Estas son, de norte a sur, Schouwen-Duiveland, Tholen, Noord-Beveland, Walcheren y Zuid-Beveland. Se incluye también una franja de tierra que bordea Flandes y Flandes zelandés.

## Demografía
La provincia cuenta con una población de 380 186 habitantes y una densidad poblacional de 210 hab./km².

## Transporte
Hay un ferrocarril de pasajeros; sus abreviaturas oficiales son:
- Vlissingen (vs, VSS)
- Middelburg (.mdb, ARN)
- Goes (gs) - Kapelle (BZL) - Reimerswaal (GRK, mbd, rb), que conecta a Bergen op Zoom (BGN) (Noord-Brabant)

Las conexiones de autobuses incluyen:
- Bus 133 Vlissingen - Middelburg - Vrouwenpolder - Oosterscheldedam - Renesse - Zierikzee - Grevelingendam - que conecta a Oude-Tonge, Rotterdam-Zuidplein.
- Interliner expreso de autobús 395 Zierikzee - (Grevelingendam) - que conecta a Rotterdam-Zuidplein.
- Bus 104: Renesse - Brouwersdam - que conecta a Ouddorp - Spijkenisse.
- Los autobuses 20 y 50.